# 哈拉马河畔巴尔德托雷斯
哈拉马河畔巴尔德托雷斯是西班牙马德里自治区的一个市镇。总面积34平方公里，总人口4176人（2013年），人口密度67人/平方公里。